# Wyżnia Walentkowa Szczerbina
Wyżnia Walentkowa Szczerbina (słow. Vyšná Valentkova štrbina, niem. Obere Valentinskerbe, węg. Felső-Bálint-rés) – mało wybitne wcięcie w Walentkowej Grani (Valentkov hrebeň) w słowackich Tatrach Wysokich. Granią tą biegnie granica polsko-słowacka. Wcięcie znajduje się na wysokości 2124 m pomiędzy Walentkowym Wierchem (Valentkova, 2156 m) a Niżnią Walentkową Basztą (Nižná Valentkova bašta, 2129 m). Stoki wschodnie opadają do Zadniego Stawu w Dolinie Pięciu Stawów Polskich. Bezpośrednio pod przełączką jest w nich niewielki żleb, niżej przechodzący w trawiasto-skalistą ściankę dołem podsypaną piargami. Stoki wschodnie również skaliste. Spod Wyżniej Walentkowej Szczerbiny opada płytko wcięty, skalisty żleb do kotła Kamienne w Dolinie Walentkowej (Valentkova dolina).
Pierwsze znane przejście Walentkową Granią: latem Tadeusz Grabowski i Adam Staniszewski w 1907 r., zimą Edúard Ganoczi i István Zamkovszky w 1927 r.